# Willem de Kooning
Willem de Kooning (Rotterdam, 24 d'abril de 1904 - Long Island, 19 de març de 1997) fou un pintor neerlandès nacionalitzat estatunidenc. Actiu en l'època posterior a la Segona Guerra Mundial, de Kooning va cultivar l'expressionisme abstracte i l'action painting, i formà part d'un grup d'artistes conegut com l'Escola de Nova York, al costat de Jackson Pollock, Elaine de Kooning, Lee Krasner, Franz Kline, Arshile Gorky, Mark Rothko, Hans Hofmann, Adolph Gottlieb, Robert Motherwell, Philip Guston i Clyfford Still.

## Biografia
Fill de Leendert de Kooning i Cornelia Nobel, Willem de Kooning fou criat per la seva mare i el seu padrastre en separar-se el matrimoni quan ell tenia uns cinc anys. Va iniciar la seva formació artística a l'acadèmia de belles arts de Rotterdam, i durant la dècada dels anys 20 del segle xx va treballar com a ajudant del director artístic d'un centre comercial de Rotterdam. El 1924 va entrar als Estats Units com un polissó, i el 1939 va ser un dels 38 artistes escollits per dissenyar i pintar els 105 murals de la Fira de Nova York. David Margolis, un dels seus companys en aquest projecte, mencionà que en aquella època de Kooning estava molt interessat en el jazz, i que freqüentava la sala Savoy.
El 1938, probablement influenciat per Arshile Gorky, de Kooning va iniciar una sèrie de pintures de figures masculines —entre les quals destaquen Two Men Standing, Man i Seated Figure (Classic Male)— a la mateixa vegada que iniciava una sèrie d'abstraccions amb un ús del color carregat de lirisme, com Pink Landscape i Elegy. A mesura que avança en la seva carrera, les línies elegants i els colors intensos de les abstraccions començaren a prendre formes figuratives, i la coincidència entre figura i abstracció s'allargà fins ben entrada la dècada dels anys 40. Aquest període inclou obres com Woman i Standing Man, a més de nombroses abstraccions sense títol, plenes de formes orgàniques que suggereixen la presència de figures. Al voltant de 1945, ambdues tendències semblen fusionar-se perfectament en Pink Angels.
L'any 1938, de Kooning va conèixer Elaine Marie Fried, amb qui es va casar el 1943, i esdevingué Elaine de Kooning, una artista destacada de l'expressionisme abstracte. Durant els anys 40, de Kooning es va anar identificant progressivament amb el moviment de l'expressionisme abstracte fins a ser-ne reconegut com un dels seus líders a mitjan dècada dels 50. L'any 1948, la galeria Charles Egan de Nova York acollia la primera exposició individual de De Kooning, consistent en una sèrie d'esmalts en blanc i negre, i durant aquesta època, l'artista també es dedicà a la docència, impartint classes al Black Mountain College de Carolina del Nord (1948) i a la Yale School of Art (1950-51). L'any 1950, 17 artistes destacats de l'expressionisme abstracte i de l'avantguarda posterior a la Segona Guerra Mundial —de Kooning entre ells— signaren una carta oberta al MoMA, acusant-lo d'hostilitat vers l'art avançat.
Distingit amb el Praemium Imperiale (concedit el 1989 al Meiji Memorial Hall de Tòquio, de Kooning morí l'any 1997 a Long Island. El seu llegat és representat per la galeria Pace, i el setembre de 2011 va ser objecte d'una gran exposició retrospectiva al MoMA de Nova York. Organitzada per John Elderfield, va ser la primera exposició on la carrera de De Kooning fou presentada en profunditat per un gran museu, que mostrà prop de 200 obres de l'artista.